# Тупые
«Тупые» (неадекватный балет мусульманского джаза «Тупые») — московская панк-рок-авангард группа, существовавшая в 1986—1998 годах.

## История

### Предпосылки
Дмитрий Голубев до создания группы участвовал в группе «Хаос-Валет» (1980—1984 гг.). В это время написаны многие композиции, вошедшие впоследствии в репертуар группы «Тупые», например: «Голос из Канализации», «Помойка», «Любишь ли ты Роллинг Стоунз?», «Рок-н-ролл не убьешь!» «Русский ренессанс», «Ла Бамба».
В 1985 году Дмитрием Голубевым в сотрудничестве с участниками группы «Ларин Глэм» основан журнал «Уйхъ». В этом журнале постоянно оспаривались выдуманные публикации несуществующего тогда журнала «Грубульц», в частности, упоминая придуманные названия групп, которые якобы являлись фаворитом этого журнала: «Кожаный Шприц», «Замаринованные Гады», «Подонкин Стоунз», «Тупые», «Розовые Батончики» и т. д.

### Первое выступление
Идея назвать группу словом «Тупые» оказалась привлекательной.
Зимой 1986 года в МГРИ состоялся подпольный ночной сбор с участием представителей групп «НИИ Косметики» и «Чук и Гек». На этом событии впервые выступила и группа «Тупые».

### История группы
В конце 1987 года группа вступила в Московскую Рок-Лабораторию и, став "модной новинкой года, весь 1988 год активно концертирует. Песня "Русский ренессанс" занимает достойное место в списке классических московских рок-композиций XX века.
С самого начала концертной деятельности выступления группы содержали элементы театра абсурда и неадекватного балета, пародии на эстрадные шоу и деликатные осмысления некоторых религиозных культов По последней моде конца 80-х Д. Голубев стремился приглашать для своего шоу как можно больше самых необычных артистов и в самых невероятных сочетаниях. 

Группа начинает активно выступать и принимать участия в разных мероприятиях, таких как "Олимпийская деревня", "Zнай Sоседа!" и.т.д. Также группа дала концерт в ДК Мосгипротранс, где Голубев вышел на сцену в костюме русского царя. 

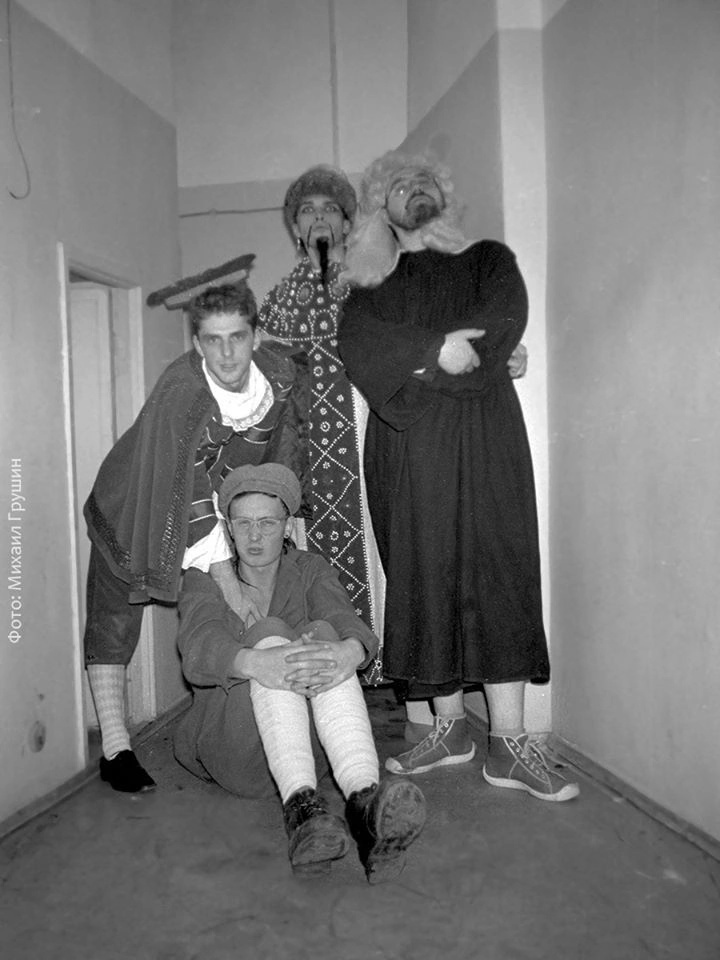
Группа Тупые ДК Мосгипротранс - 1988 год. Слева направо: Якомульский, Золотайкин, Голубев, Вороновский.

В 1990 году на фестивале Московской рок-лаборатории в шоу "Тупых" приняли участие около 50 человек, в том числе группа арфисток, театр пантомимы, детский хор, дрессировщики диких животных. На этот раз группа показала новую программу, причем, на этот раз Голубев вывел на сцену более пятидесяти человек, чем побил московский рекорд, удерживавшийся до того группой «ДК», выступавшей однажды с фольклорным ансамблем. 

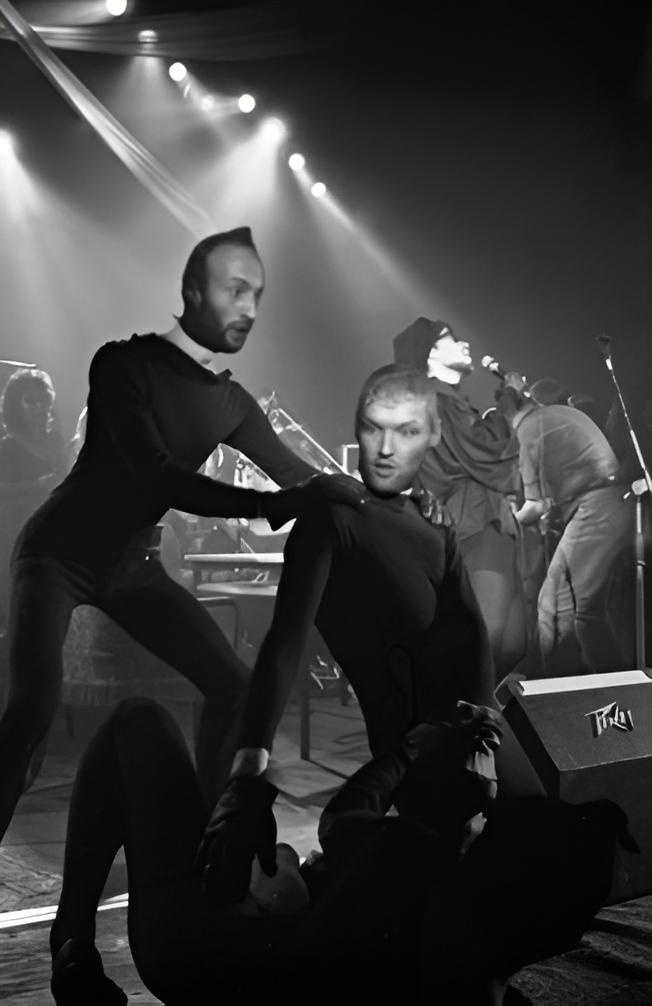
ДК Горбунова - Шоу-программа Тупых 1990 год.

Но 90-х годах участники бэнда разбредаются в разных направлениях: Смирнова всерьез занялась критикой, Якомульский, заведший в 1989 году параллельный проект «Рукастый Перец», расстался и с ним, сосредоточившись на производстве гитар. Дмитрий Голубев в 1992 году переезжает в США,  где читает лекции о русском авангарде в Индиане и играет концерты в клубах на Среднем Западе. В 1993 г. изучает психоделическую культуру Америки в Сан-Франциско и в 1994 г. — то же самое в Москве, для чего берет псевдоним «Х-18».

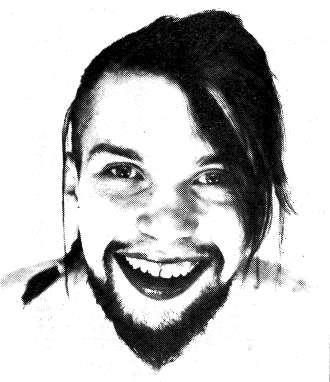
Дмитрий Голубев - Солист группы "Тупые" - 1990 год.

1994-1996 Консерва и Голубев (неустанно продолжая изучать) участвуют в видео части проекта "Птюч" (VJ "Low-Tech Therapy", Ptuch, 1996)
Страшный русский ренессанс» настиг группу в 1996 году, когда «Тупые» почти в первоначальном составе показывает редкие перфомансы: «Шум звезд» (1996), «DJ Culture» (1997), «Психиатрическая революция» (1998), — в некоторых московских клубах. Но в 1998 году группа затихает. Проходит время, и в 2003 году выходит фильм "ДМБ". Продюсеры фильма пригласили Голубева записать песню "Русский Ренессанс" - как саундтрек к фильму. В качестве гонорара Голубеву подарили компьютер. 
Спустя год (в 2004 году) объединившись с проектом "The Dopies" Голубев записывает две песни в их одноимённый альбом:
1.Boleskine House 
2. Bathiscaphe 
Позже альбом "The Dopies" выйдет в 2012 году на CD дисках, в 2014 году на Виниле.  

19 Июля 2020 года Дмитрий Голубев умер от инфаркта. 23 Июля был похоронен в Зеленограде на "Алабушевском кладбище". 
В 2025 году вышло виниловое издание альбома "Anesthesia Dolorosa" от лейбла - VinylCodes под названием "Дай мне Пяу!". Песни Тупых были отреставрированы, и выпущены на пластинках в трёх экземплярах. 

## Состав
Состав 1987—1990:
- Дмитрий Голубев (вокал)† [1]
- Константин Золотайкин (бас)
- Дмитрий Якомульский (гитара)
- Александр Вороновский (барабаны)†

- И. Черных (бас)
- Хулид Джафаров (барабаны)

В шоу-группу входили Авдотья Смирнова, А. Ицексон, В. Костромин, Ю. Ситнин, М. Новиков и другие.

## Дискография
- 1984 — Тупые 1 (Голос из Канализации)
- 1986 — Тупые 2 (Ла Бамба)
- 1987 — Ночной Травести
- 1988 — Концертный альбом (Студия «Колокол»)
- 1989 — Anestesia Dolorosa (Студия «Колокол», концертный сборник, 1983—1988)
- 1989 — Шайтания
- 1990 — Бешенство
- 1990 — Batiskaff
- 1990 — Шум и Тени (музыка к фильму)
- 1990 — Диско
- 1991 — Сделано в Дурке!
- 1992 — Hallo America!
- 1993 — Голубев пришел (соло)
- 1994 — Роботы
- 1994 — Naked
- 1995 — Путешествия в материальный мир
- 1996 — Little Planet
- 1996 — Ильтаар Теомулькан
- 1997 — Цейфонный Бандольфин
- 1998 — Х-18 «Badtriphosymphony „Fifa“»
- 2003 – Русский Ренессанс  ("ДМБ")
- 2012 – The Dopies

## Факты
- Самая поздняя работа Голубева – песня "Русский ренессанс" для фильма "ДМБ", за эту песню ему подарили компьютер (в качестве гонорара)

## В кино

### Документальное
- Югославский фильм «ASSA», посвященном советскому авангардному искусству (OSMIDOW, 1988)
- Французский фильм «Rock around The Kremlin» (Antenne 2, 1988)
- Русский фильм «Сдвиг — рок-н-ролл» (Крупный план, 1989).

### Художественное
Старый хит группы «Страшный русский ренессанс» использован в саундтреке к фильму «ДМБ», а также звучит в фильме «Соловей-Разбойник».